# Woodz
Dans ce nom coréen, le nom de famille, Cho, précède le nom personnel.
Cho Seung-youn (coréen : 조승연), aussi connu sous le pseudonyme Woodz, né le 5 août 1996 à Séoul, est un auteur-compositeur-interprète, rappeur, danseur et producteur de musique sud-coréen. Il fait partie du boys band sud-coréano-chinois UNIQ depuis 2014. À la suite d'une suspension d'activités du groupe, il poursuit sa carrière en solo depuis 2016. En parallèle, il a été membre du groupe éphémère X1 de 2019 à 2020.

## Biographie
Enfant unique, ses parents travaillaient tous deux comme hommes d'affaires : sa mère possédait un restaurant chinois à Cheongdam-dong ainsi qu'une agence de voyages à Sinsa-dong, tous deux dans le quartier de Gangnam à Séoul ; tandis que son père possédait un restaurant coréen aux Philippines. En raison des obligations commerciales de sa famille, il a souvent déménagé au cours de son enfance.
Ayant initialement l'intention de poursuivre une carrière professionnelle dans le football, Cho est recruté par le club brésilien Sport Club Corinthians Paulista participant au Championnat du Brésil de football, catégorie « jeunes ». Au cours de sa dernière année à l'école primaire, il déménage au Brésil,,, et réside à São Paulo dans le quartier de Penápolis avec sa famille. Adolescent, il joue pendant deux ans comme attaquant principal pour l'équipe junior du Sport Club Corinthians Paulista ; période où il adopte un surnom portugais, « Luizinho ». Il rentre ensuite à la Reedley International School à Manille, aux Philippines, pendant un an, afin d'apprendre l'anglais.
En grandissant, Cho n'est d'abord pas attiré par la K-pop mais plutôt par les ballades coréennes. Cependant, quand Seung-youn commence à ressentir le mal du pays pendant ses études à l'étranger, il se met à regarder des épisodes du programme musical sud-coréen Music Bank. Inspiré par la chanson Let's Go On a Vacation de Lee Seung-gi, il décide de retourner en Corée du Sud pour entamer une carrière dans la musique. Pour commencer, Seung-youn s'inscrit à l'université d'Hanlim Multi Art School en danse pratique, mais commence avec un an de retard en raison de son séjour à l'étranger. Après l'obtention  de son diplôme en 2016, il est admis à l'Institut Dong-ah, spécialisé en radiodiffusion, médias et divertissement. Il est ensuite transféré à la Global Cyber University, pour s'inscrire au Département du divertissement et des médias,.

## Carrière

### 2014 - 2015: ses débuts
Seung-youn auditionne plus de 50 fois dans diverses sociétés de divertissement telles que SM Entertainment ou encore JYP Entertainment, avant d'être recruté comme stagiaire chez YG Entertainment. Avant de rejoindre les autres membres stagiaires du futur groupe UNIQ, il avait déjà passé 1 an et demi à se former. UNIQ est issue d'une collaboration entre Yuehua Entertainment et YG Entertainment en vue de leurs débuts officiels consécutifs dans deux pays, la Chine et la Corée du Sud. Ainsi, il fait sa première apparition publique en tant que membre de UNIQ le 16 octobre 2014, dans l'émission de télévision musicale M Countdown.
En tant que rappeur principal du groupe, Cho commence à composer dès leurs débuts, en écrivant ses propres versets de rap ainsi que d'autres paroles pour leurs chansons en coréen,. Lorsque les promotions coréennes de UNIQ deviennent rares à partir de la seconde moitié de 2015 en raison de la montée des tensions politiques entre la Chine et la Corée du Sud, les autres membres du groupe commencent chacun des activités individuelles. C'est à ce moment-là que Seung-youn pense entamer une carrière en solo.
Courant 2015, il forme un groupe non officiel nommé MOLA avec la chanteuse Park Jimin et le chanteur NATHAN, avec qui il compose deux chansons. En 2017, le chanteur Kino du boys band Pentagon et Vernon du groupe Seventeen les rejoignent. Un an plus tard, le quintet révèle la chanson Chillin' sur YouTube.

### 2016 - 2018: activités en solo

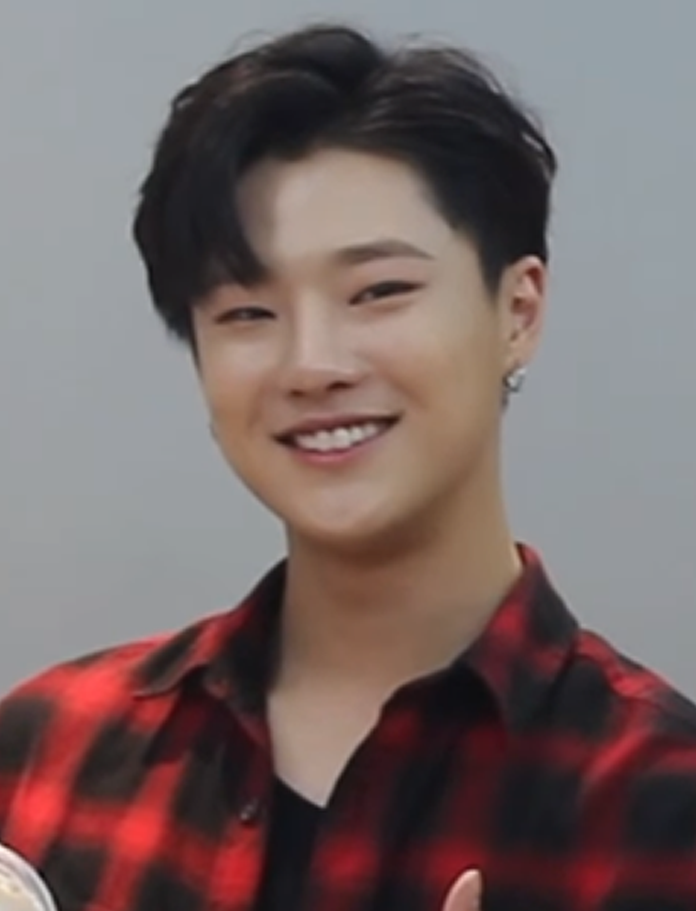
Seung-youn en 2016 à São Paulo.

En 2016, Seung-youn participe à l'émission de compétition de rap Show Me the Money (saison 5) ; il avait déjà postulé pour la quatrième saison de l'émission, mais n'a pas pu participer en raison de conflits avec les promotions du single EOEO de UNIQ. Éliminé au début des rounds, il attire cependant l'attention des téléspectateurs. Cho fait ensuite ses débuts en solo sous le nom de scène Luizy, le 29 juillet 2016, avec le single de hip-hop Recipe, en collaboration avec le rappeur Flowsik, son concurrent dans Show Me the Money. Il co-écrit le single avec Flowsik, avec qui il noue une grande amitié. Par la suite, il sort le single Baby Ride, le 14 août 2016, en featuring avec Im Hyun-sik du groupe BTOB. Seung-youn collabore à nouveau avec Im Hyun-sik en mars 2017 pour sa première participation à un OST en tant que soliste avec le single Eating Alone, pour l'émission musicale Sing For You. Six mois plus tard, il fait un featuring sur la chanson Dream avec Lee Gi-kwang.
Il utilise pour la première fois le pseudonyme de WOODZ en février 2018 lors de la sortie de l'album du chanteur et producteur Kim Tae Hyung, intitulé RYU : 川, pour lequel il a co-produit le single 93 et figuré sur le morceau Dance. Sous le pseudonyme WOODZ, il continue à écrire et à produire des chansons pour d'autres artistes au cours des mois suivants, en commençant par la chanson It's Ok pour l'émission chinoise Idol Producer en avril 2018. La même année, il co-produit la chanson Evanesce Ⅱ pour le duo Super Junior-D&E.
Parallèlement à ses autres activités musicales, Yuehua Entertainment annonce en mai 2018 que Seung-youn commencerait officiellement à utiliser le nom de scène WOODZ lors de ses prochaines promotions en tant que soliste. Sous le nom de WOODZ, il sort le single POOL le 12 mai 2018, suivi du single DIFFERENT le 21 juillet de la même année. Les deux chansons ont été co-produites par Seung-youn et le chanteur américain Cha Cha Malone.
Le 3 novembre 2018, il révèle sa chanson Meaningless. Contrairement à ses titres précédents plutôt « joyeux », il décrit cette chanson comme « la plus sombre » de sa carrière, car il y aborde des thèmes plus personnels et existentiels : il parle de sa santé mentale, un sujet souvent considéré comme tabou en Corée du Sud. Seung-youn déclare que sa chanson est le reflet de son « journal intime », dans lequel il avait décrit ses pensées suicidaires, lors de son combat contre la dépression.

### 2019:Produce X 101etX1
Le 4 mars 2019, il rejoint l'émission de télé-réalité musicale Produce X 101. Cependant, il continue à travailler en tant que parolier et producteur pendant le tournage de Produce X 101, jusqu'à ce que l'émission commence à être diffusée en mai 2019. Fin mars, l'auteur-compositeur-interprète Suran sort son album Jumpin, pour lequel il a co-écrit et produit sa chanson phare Don't Hang Up,. En avril, il co-produit Blossom, chanson promotionnelle interprétée par Ravi de VIXX et Eunha de GFriend pour la marque Pepsi.
En parallèle, il termine l'émission Produce X 101 en cinquième position le 19 juillet, gagnant alors une place pour rejoindre le groupe X1. Il fait ses débuts en tant que membre du groupe X1 le 27 août 2019, avec la sortie de leur mini-album Emergency: Quantum Leap. Cependant, à la suite d'un scandale médiatique, le groupe est dissous en janvier 2020.

### 2020 - en ce moment:Equal,Love Me Harder,Bump BumpetSet
En avril 2020, Seung-youn devient le nouvel égérie masculin de la marque de cosmétiques coréennes Cledbel. Il enregistre une vidéo publicitaire pour la marque ainsi qu'un single accompagnant la publicité, intitulé 착착 (Wear).
Le 19 avril 2020, il révèle une reprise du single Rockstar de Post Malone.
Le chanteur révèle sur les réseaux sociaux le 8 juin 2020 la sortie de son premier mini-album intitulé Equal, prévue pour le 29 juin 2020, avec comme titre phare Blue (파랗게 (Love Me Harder)). L'album contient sept pistes, dont deux featurings avec les artistes Punchnello et Colde. Le clip-vidéo de sa chanson phare, Blue, est révélée sur YouTube le même jour. Afin de promouvoir son premier album, Seung-youn apparaît dans diverses émissions de télévision (Inkigayo, Mnet Kpop, MBC Kpop) : il interprète sur scène deux titres tirés de son album, Blue (파랗게 (Love Me Harder)) et Accident.
Cho Seung-youn fait son retour avec son deuxième mini-album intitulé Woops! le 17 novembre 2020, avec la chanson phare Bump Bump, accompagnée de son clip-vidéo.
Seung-youn est de retour sur scène le 15 mars 2021 avec son nouvel album intitulé Set, accompagné de son titre phare Feel Like.
En octobre 2022, Woodz décide de quitter son label Yuehua Entertainment à la suite de l'expiration de son contrat. Il rejoint ensuite EDAM Entertainment et devient le troisième artiste de l'agence après la chanteuse IU et l'actrice Shin Se-kyung.

## Discographie

### Mini-albums (EP)
| Titre            | Détails                                                                  | Classement | Ventes                |
| Titre            | Détails                                                                  | COR        | Ventes                |
| ---------------- | ------------------------------------------------------------------------ | ---------- | --------------------- |
| Equal            | - Date de sortie : 29 juin 2020 - Label : Yuehua Entertainment Korea     | 4          | COR : plus de 143 800 |
| Woops!           | - Date de sortie : 17 novembre 2020 - Label : Yuehua Entertainment Korea | 2          | COR : plus de 100 830 |
| Only Lovers Left | - Date de sortie : 5 octobre 2021 - Label : Yuehua Entertainment Korea   | 4          | COR : plus de 52 500  |
| Colorful Trauma  | - Date de sortie : 4 mai 2022 - Label : Yuehua Entertainment Korea       | 4          | COR : plus de 95 600  |
| OO-LI            | - Date de sortie : 26 avril 2023 - Label : EDAM Entertainment            | 9          | COR : plus de 82 000  |

### Single album
| Titre | Détails                                                              | Classement | Ventes               |
| Titre | Détails                                                              | COR        | Ventes               |
| ----- | -------------------------------------------------------------------- | ---------- | -------------------- |
| Set   | - Date de sortie : 15 mars 2021 - Label : Yuehua Entertainment Korea | 4          | COR : plus de 84 400 |

### Singles
| Année             | Titres                                                              | Positions         | Albums                              |
| Année             | Titres                                                              | COR               | Albums                              |
| Artiste principal | Artiste principal                                                   | Artiste principal | Artiste principal                   |
| ----------------- | ------------------------------------------------------------------- | ----------------- | ----------------------------------- |
| 2016              | Baby Ride (feat. Im Hyun-sik)                                       | —                 | Baby Ride                           |
| 2016              | How Have You Been (요즘 뭐 해)                                      | —                 | Baby Ride                           |
| 2018              | POOL                                                                | —                 | Singles hors album                  |
| 2018              | DIFFERENT                                                           | —                 | Singles hors album                  |
| 2018              | Meaningless (아무의미)                                              | —                 | Singles hors album                  |
| 2020              | Love Me Harder (파랗게)                                             | —                 | Equal                               |
| 2020              | Bump Bump                                                           | 127               | Woops!                              |
| 2021              | Feel Like                                                           | 22                | Set                                 |
| 2021              | Waiting                                                             | 35                | Only Lovers Left                    |
| 2022              | I Hate You (난 너 없이)                                             | 102               | Colorful Trauma                     |
| 2023              | Abyss                                                               | —                 | OO-LI                               |
| 2023              | Journey                                                             | —                 | OO-LI                               |
| En featurings     |                                                                     |                   |                                     |
| 2017              | Dream (꿈) (Lee Gi-kwang feat. Luizy)                               | —                 | ONE                                 |
| 2018              | Dance (춤) (EDEN feat. WOODZ)                                       | —                 | RYU : 川                            |
| 2018              | Wave (파도) (Killagramz feat. WOODZ)                                | —                 | HUE.休                              |
| 2018              | Pick Up The Phone (전화받아) (Park Ji-min feat Kino, WOODZ, NATHAN) | —                 | jiminxjamie                         |
| 2018              | Bad (KRIZ feat. WOODZ)                                              | —                 | Single hors album                   |
| En collaborations |                                                                     |                   |                                     |
| 2016              | Recipe (avec Flowsik)                                               | —                 | Single hors album                   |
| 2017              | Eating Alone (혼밥) (avec Im Hyun-sik)                              | —                 | Sing For You - Seventh Story Change |
| 2018              | Drive (avec EDEN)                                                   | —                 | EDEN_STARDUST.04                    |

## Filmographie

### Films
| Année | Titre                        | Rôle                   | Notes                    | Réf.   |
| ----- | ---------------------------- | ---------------------- | ------------------------ | ------ |
| 2016  | MBA Partners                 | Le facteur Wang Meimei | Film chinois, apparition | [ 58 ] |
| 2016  | A Chinese Odyssey Part Three | Zhu Bajie              | Film chinois, apparition | [ 59 ] |

### Émissions de télévision
| Année | Titre               | Chaîne | Rôle     | Notes                             |
| ----- | ------------------- | ------ | -------- | --------------------------------- |
| 2016  | Show Me the Money 5 | Mnet   | Lui-même | Participant ; épisodes 1 à 4      |
| 2019  | Produce X 101       | Mnet   | Lui-même | Participant ; épisodes 1 à 12     |
| 2020  | King of Mask Singer | MBC    | Lui-même | Participant ; épisodes 269 et 270 |